# Воронов, Авенир Аркадьевич
Авени́р Арка́дьевич Во́ронов (15 [28] ноября 1910, Ораниенбаум, Санкт-Петербургская губерния — 17 октября 1992, Москва) — советский учёный в области теории автоматического управления, академик АН СССР (1970).

## Биография
Авенир Аркадьевич Воронов родился 15 (28) ноября 1910 года в Ораниенбауме (ныне Ломоносов Ленинградской области).
В 1938 году окончил Ленинградский политехнический институт и работал инженером на ГРЭС в г. Балахна Горьковской области. С 7 сентября 1939 года на службе в Красной Армии. Участник советско-финской войны. Во время Великой Отечественной войны служил в артиллерии. Во ходе Битвы за Москву командовал артиллерийской батареей 930-го артиллерийского полка. За отличие в боях награждён орденом Красного Знамени. В наградном листе указано: 

… тов. Воронов систематической работой с личным составом сумел сделать батарею снайперской, расходуя минимум снарядов для поражения целей.
 Также награждён орденами Октябрьской революции и Отечественной войны 1 степени, медалями За оборону Москвы, За победу над Германией, За трудовую доблесть, Ветеран труда, юбилейными медалями 20 лет Победы, 30 лет Победы , 40 лет Победы, 50 лет вооружённых сил, 60 лет вооружённых сил, 70 лет вооружённых сил, памятными медалями 800 лет Москвы и 250 лет Ленинграда. Член ВКП(б) (КПСС) с 1943 года.
С 1946 года преподаватель МВТУ им. Н. Э. Баумана, с 1948 сотрудник Института автоматики и телемеханики (ныне Институт проблем управления), в 1955—1964 заместитель директора института электромеханики АН СССР.
В 1964—1970 заместитель директора Института проблем управления, с 1971 года — директор Института автоматики и процессов управления Дальневосточного научного центра АН СССР.
В 1958—1964 преподавал в Ленинградском политехническом институте, Московском энергетическом институте (Кафедра управления и информатики) и с 1966 — в Московском институте радиотехники, электроники и автоматики.
В 1980 вернулся в Москву во ВНИИСИ, где явился одним из организаторов Отделения информатики, вычислительной техники и автоматизации РАН. В 1988 году получил Ленинскую премию.
В 1992 году трагически погиб в результате несчастного случая. Похоронен на Новодевичьем кладбище.
Основатель новых методов исследования динамических процессов в линейных и нелинейных системах; разработал методы синтеза цифровых вычислительных устройств для программного управления; совместно с учениками разработал частотные методы моделирования, позволяющие осуществить оптимальный выбор систем обработки информации.
В честь академика Воронова названа улица в городе Владивосток.

### Труды
1. Информационные проблемы изучения биосферы: Геоэкоинформ. центры : Сб. науч. тр. / [Рос. акад. наук. Науч. совет по пробл. биосферы]; Отв. ред. А. А. Воронов, В. В. Бугровский. — М. : Наука, 1992. — 186 с. — (Современные проблемы биосферы). — 580 экз. — ISBN 5-02-003519-X.
2. Алгоритмы динамического синтеза нелинейных автоматических систем / [А. А. Воронов, И. А. Орурк, Л. А. Осипов и др.]; Под ред. А. А. Воронова. — СПб. : Энергоатомиздат. Санкт-Петербург. отд-ние, 1992. — 333 с. — 700 экз. — ISBN 5-283-04628-1.
3. Информационные проблемы изучения биосферы: Комплекс. характеристики природ. систем : Сб. науч. тр. / [АН СССР, Науч. совет по пробл. биосферы] ; Отв. ред. А. А. Воронов, В. В. Бугровский. — М. : Наука, 1988. — 231 с. — (Современные проблемы биосферы). — 900 экз. — ISBN 5-02-003353-7.
4. Метод векторных функций Ляпунова в теории устойчивости / [Р. З. Абдуллин, Л. Ю. Анапольский, А. А. Воронов и др.] ; Под ред. А. А. Воронова, В. М. Матросова. — М. : Наука, 1987. — 308 с. — 2900 экз.
5. Оптимизация структур данных в АСУ / А. Г. Мамиконов, А. А. Ашимов, В. В. Кульба и др. ; Отв. ред. А. А. Воронов ; АН СССР, Ин-т пробл. управления. — М. : Наука, 1988. — 254 с. — 3550 экз. — ISBN 5-02-006603-6.
6. Оптимизация структур данных в АСУ / А. Г. Мамиконов, А. А. Ашимов, В. В. Кульба и др. ; Отв. ред. А. А. Воронов ; АН СССР Ин-т пробл. управления. — М. : Наука, 1988. — 254 с. — 3550 экз. — ISBN 5-02-006603-6.
7. Введение в динамику сложных управляемых систем. — М.: Наука, 1985. — 351 с. — (Теория и методы системного анализа). — 3700 экз.
8. Автоматизация управления транспортными системами / [А. П. Артынов, В. Н. Ембулаев, А. В. Пупышев, В. В. Скалецкий]; Отв. ред. А. А. Воронов. — М. : Наука, 1984. — 272 с. — 1000 экз.
9. Основы теории автоматического управления: Особые линейн. и нелинейн. системы. — 2-е изд., перераб. — М. : Энергоиздат, 1981. — 303 с. — 13000 экз.
10. Современное состояние и проблемы теории устойчивости: (Обзор) : Препринт. — М. : ВНИИСИ, 1981. — 40 с. — 500 экз.
11. Основы теории автоматического управления: Автомат. регулирование непрерыв. линейн. систем. — 2-е изд., перераб. — М.: Энергия, 1980. — 309 с. — 13000 экз.

### Учебники и учебные пособия
1. Теория автоматического управления : [Учеб. для вузов по спец. «Автоматика и телемеханика»] : В 2 ч. / [Н. А. Бабаков, А. А. Воронов, А. А. Воронова и др.]; Под ред. А. А. Воронова. — 2-е изд., перераб. и доп. — М. : Высш. школа, 1986. — 1986. — 367 с. — 23000 экз. Ч. 2: Теория нелинейных и спец. систем автоматического управления / [А. А. Воронов, Д. П. Ким, В. М. Лохин и др.]. — 1986. — 504 с. — 23000 экз.
2. Принцип сравнения в теории больших систем на основе прямого метода Ляпунова: [Учеб. пособие] / Моск. ин-т радиотехники, электрон. и автоматики. — М. : МИРЭА, 1987. — 79 с. — 500 экз.